# Tantilla boipiranga
Tantilla boipiranga là một loài rắn trong họ Rắn nước. Loài này được Sawaya & Sazima mô tả khoa học đầu tiên năm 2003.